# Ewald Urban
Ewald Kurt Urban (ur. 22 lipca 1913 w Hajdukach Wielkich, zm. 8 stycznia 1959 w Wolfhagen) – polski piłkarz występujący na pozycji napastnika. Wychowanek Ruchu Chorzów. W 1936 uciekł z Polski i został zawodnikiem drużyny VfR Gleiwitz. W latach 1939-1940 był zawodnikiem Bismarckhütter SV. Reprezentant Polski w latach 1932–1934. W reprezentacji wystąpił 6 razy strzelając 2 gole. Stanął przed sądem wojskowym w Poznaniu i został skazany na 1,5 roku pozbawienia wolności za dezercję. Początkowy okres wojny przesiedziałw więzieniu. Po opuszczeniu więzienia występował w Bismarckhütter Sport Vereinigung. Podczas II wojny światowej stracił rękę. Po zakończeniu wojny pozostał w Niemczech. Zmarł 8 stycznia 1959 w Wolfhagen.